# Theta Hydri
Theta Hydri (θ Hydri, förkortat Theta Hyi, θ Hyi) som är stjärnans Bayerbeteckning, är en ensam stjärna belägen i den mellersta delen av stjärnbilden Lilla vattenormen. Den har en skenbar magnitud på 5,53 och är svagt synlig för blotta ögat där ljusföroreningar ej förekommer. Baserat på parallaxmätning inom Hipparcosuppdraget på ca 6,3 mas, beräknas den befinna sig på ett avstånd på ca 510 ljusår (ca 158 parsek) från solen. På det beräknade avståndet minskar stjärnans skenbara magnitud genom en skymningsfaktor med 0,10 enheter beroende på interstellärt stoft.

## Egenskaper
Theta Hydri är en blå till vit underjättestjärna av spektralklass B8 III/IV, som visar drag från både underjätte- och jättestjärna. Den utsänder från dess fotosfär ca 287 gånger mera energi än solen vid en effektiv temperatur på ca 13 350 K.
Theta Hydri är en PGa-stjärna – en variant med högre temperatur inom klassen av kemiskt märkliga stjärnor som kallas kvicksilver-mangan-stjärnor (HgMn-stjärnor). Detta betyder att den har ett rikt spektrum av singeljoniserad fosfor och gallium, förutom joniserat kvicksilver och mangan. Som sådan utgör Theta Hydri ett typiskt exempel på denna spektraltyp. Absorptionslinjerna för dessa joniserade element varierar, sannolikt som ett resultat av ojämn ytfördelning kombinerad med stjärnans rotation. Den är en heliumsvag stjärna som har heliumlinjer som är anomalt svaga för dess spektraltyp. Ett svagt och variabelt longitudinellt magnetfält har observerats hos stjärnan.
År 2002 observerades en närliggande följeslagare av spektralklass A0 IV separerad med 0,1 bågsekunder vid en positionsvinkel på 179°. Schöller et al. (2010) anser att detta är en visuell följeslagare, även om Eggleton och Tokovinin (2008) listade stjärnparet som en sannolik dubbelstjärna.